# باريس تورز 1983
باريس تورز 1983 هو سباق دراجات هوائية، وهو الموسم رقم 77 من باريس تورز، وأقيم في 9 أكتوبر 1983.
فاز بالمركز الأول ودو بيترز، وبالمركز الثاني أدري فان دير بول، وبالمركز الثالث يان راس.

## الفائزون
| الترتيب | الفائز           |
| ------- | ---------------- |
| الفائز  | ودو بيترز        |
| الثاني  | أدري فان دير بول |
| الثالث  | يان راس          |